# Microgaster recusans
Microgaster recusans är en stekelart som beskrevs av Walker 1860. Microgaster recusans ingår i släktet Microgaster och familjen bracksteklar. Inga underarter finns listade i Catalogue of Life.